# Stara Jošava
Stara Jošava is een plaats in de gemeente Orahovica in de Kroatische provincie Virovitica-Podravina. De plaats telt 246 inwoners (2001).